# Univerzitet Al-Azhar
Univerzitet Al Azhar (arap. الأزهر الشريف; al-Azhar al-Šarif; Časni Azhar) je vodeća ustanova visokog obrazovanja u Egiptu, čuvena u svetu zbog svoje uloge u islamskoj nauci i obrazovanju. Drugi je najstariji univerzitet u svetu sa kontinuiranim radom od svog osnivanja. Pored visokog obrazovanja, Al-Azhar nadgleda nacionalnu mrežu škola sa oko dva miliona učenika. Od 1996. godine, preko 4.000 nastavnih instituta u Egiptu je bilo povezano sa ovim univerzitetom.
Osnovan 970. ili 972. godine od strane Fatimidskog kalifata kao centar islamskog učenja, njegovi učenici su detaljno proučavali Kuran i islamski zakon, zajedno sa logikom, gramatikom, retorikom i načinom izračunavanja mesečevih faza. Danas je glavni centar arapske književnosti i islamskog učenja u svetu. Godine 1961, u njegov nastavni plan i program su uvedeni dodatni nereligiozni predmeti.
Njegova biblioteka se smatra drugom po važnosti u Egiptu samo posle Egipatske nacionalne biblioteke i arhiva. U maju 2005, Al-Azhar u partnerstvu sa preduzećem za informacione tehnologije iz Dubaja, pokrenuo je IT obrazovni projekat (ITEP)  njegove svetosti Mohameda bin Rašida Al Maktuma da sačuva Al Azhar skripte i objavi ih na mreži („Al-Azhar onlajn projekat“) da bi na kraju objavio onlajn pristup celokupnoj bibliotečkoj kolekciji retkih rukopisa, koja se sastoji od oko sedam miliona stranica materijala.

## Istorija
Univerzitet Al-Azhar je izgradila šiitska fatimidska dinastija (909-1171) kojoj je Kairo služio kao prestonica. Povezan je sa džamijom Al-Azhar (na arapskom: najblistavija) koja je dobila ime po prelepim palatama koje je okružuju ili po Muhamedovoj ćerki Fatimi Al-Zahri. Džamija je počela sa izgradnjom 969. godine i završena je za dve godine. Teološka škola je osnovana 988. i na njoj je izučavan šiitski islam. Krajem srednjeg veka, univerzitet postaje sunitski.

### Počeci pod Fatimidima
Al-Azhar je jedna od relikvija ismailitske šiitske dinastije Fatimida, koja je tvrdila da potiče od Fatime, ćerke Muhameda i Alijeve žene, zeta i Muhamedovog rođaka. Fatima je nazvana al-Zahra (osvetljena), a ustanova je dobila ime u njenu čast. Osnovao ju je kao džamiju fatimidski komandant Džavhar al-Sikili po naređenju kalifa i imama Al-Muiz li-Din Alaha dok je osnovao grad za Kairo. Započeo je u Džumada al Avalu 359. godine po hidžri (mart/april 970. godine). Njena izgradnja je završena 9. Ramazana 361. godine po hidžri (24. juna 972. godine). Kalif al-Aziz Bilah i kalif al-Hakim bi-Amr Alah su je proširili. Dalje su je popravljali, obnavljali i dograđivali al-Mustansir Billahal-Mustansir Bilah i al-Hafiz li-Din Alah. Fatimidske halife su uvek podsticale učenjake i pravnike da u ovoj džamiji imaju svoje studijske krugove i skupove i tako je ona pretvorena u medresu za koju se tvrdi da je najstarija takva institucijom koja još uvek funkcioniše.
Studije su započele u Al-Azharu u mesecu Ramazanu 975. Prema Sajedu Faridu Alatasu, Džamija je imala fakultete iz oblasti islamskog prava i jurisprudencije, arapske gramatike, islamske astronomije, islamske filozofije i logike. Fatimidi su posvetili pažnju filozofskim studijama u vreme kada su vladari u drugim zemljama one koji su se bavili filozofijom proglašavali otpadnicima i jereticima. Grčka misao je naišla na topao prijem kod Fatimida koji su proširili granice takvih studija. Oni su mnogo pažnje poklanjali filozofiji i davali podršku svima koji su bili poznati po tome što su se bavili proučavanjem bilo koje grane filozofije. Fatimidski kalif je pozvao mnoge naučnike iz obližnjih zemalja i posvetio je veliku pažnju fakultetskim knjigama o raznim granama znanja i prikupljanju najboljih spisa o raznim temama, i to kako bi ohrabrio učenjake i podržao razvoj znanja.

### Saladin
U 12. veku, nakon svrgavanja dinastije Ismaili Fatimid, Saladin (osnivač sunitske dinastije Ajubid) je pretvorio Al-Azhar u šafijski sunitski centar učenja. Abd-el-Latif je držao predavanja o islamskoj medicini u Al-Azharu, dok je prema legendi jevrejski filozof Majmonid držao predavanja o medicini i astronomiji tamo za vreme Saladina, iako nijedan istorijski dokaz to nije potvrdio.
Saladin je uveo sistem koledža u Egiptu, koji je takođe usvojen u Al-Azharu. Po ovom sistemu, koledž je bio posebna ustanova u okviru džamije, sa svojim učionicama, studentskim domovima i bibliotekom.

### Mameluci
Pod Mamelucima, Al-Azhar je stekao uticaj i uzdigao se u prestižu. Mameluci su ustanovili plate instruktorima i stipendije za studente i ustanovili zadužbinu. Za ustanovu je 1340. godine sagrađen koledž izvan džamije. Krajem 1400-ih, zgrade su renovirane i izgrađene su nove spavaonice za studente.
U to vreme Kairo je imao 70 drugih institucija islamskog učenja. Međutim, Al-Azhar je privukao mnoge naučnike zbog svog prestiža. Čuveni Ibn Haldun je predavao u Al-Azharu 1383. godine.

### Modernizacija
Pionirska pakistanska novinarka Zaib-un-Nisa Hamidula postala je prva žena koja se obratila univerzitetu 1955. Godine 1961, Al-Azhar je ponovo uspostavljen kao univerzitet pod vladom drugog predsednika Egipta Gamala Abdela Nasera kada je širok spektar sekularnih fakulteta prvi put su dodat, kao što su poslovni, ekonomski, naučni, farmaceutski, medicinski, inženjerski i poljoprivredni. Pre tog datuma, Enciklopedija islama klasifikuje Al-Azhar na različite načine kao medresu, centar visokog učenja i, od 19. veka, verski univerzitet, ali ne i kao univerzitet u punom smislu, pozivajući se na savremeni proces tranzicije kao „od medrese na univerzitet“. Drugi akademski izvori takođe pominju al-Azhar kao medresu u predmodernim vremenima pre njene transformacije u univerzitet. Iste godine je dodat i islamski ženski fakultet, šest godina nakon što je Zaib-un-Nisa Hamidula bila prva žena koja je govorila na univerzitetu.

## Uređenje
Većina sunita Al-Azhar smatra najprestižnijim islamskim univerzitetom. Na čelu Al-Azhara je Šejh-ul Azhar; član Vrhovnog saveta. Za razliku od većine univerziteta, Al-Azhar ne prima nemuslimanske studente. Univerzitet je 1961. godine temeljno reorganizovala Naserova vlada. Otvoreno je nekoliko sekularnih fakulteta (medicina, mašinstvo, poljoprivreda) kao i fakultet za žene.

## Biblioteka
Al-Azharova biblioteka sadrži 99.062 knjige od 595.668 tomova. Najveći deo čine rukopisi i retke knjige, neke stare 13 vekova. Bibliotka je u centru pažnje mnogih istraživača, studenata i drugih islamskih univerziteta. 
Pokrenuta je onlajn arhiva 2005. godine, rezultat saradnje univerziteta i Naučnog projekta Muhamed bin Rašid al Maktum iz Dubaija. U budućnosti će biti omogućen besplatan pregled 42.000 rukopisa od približno sedam miliona stranica.

## Literatura
- Dodge, Bayard (1961). Al-Azhar: A Millennium of Muslim Learning. Middle East Institute.
- Ardıç, Nurullah (2012). Islam and the Politics of Secularism: The Caliphate and Middle Eastern Modernization in the Early 20th Century. Routledge. ISBN 978-0-415-67166-8.
- Pankhurst, Reza (12. 4. 2013). The Inevitable Caliphate?: A History of the Struggle for Global Islamic Union, 1924 to the Present. Oxford University Press. ISBN 978-0-19-025732-3.
- Özcan, Azmi (1997). Pan-Islamism: Indian Muslims, the Ottomans and Britain, 1877–1924. BRILL. ISBN 90-04-10632-4.
- Witte, Griff (3. 3. 2012). „At al-Azhar Mosque, struggle over Islam roils a revered Egyptian institution”. The Washington Post.
- al-Azhar University: university, Cairo, Egypt(Subscription), in Encyclopædia Britannica Online, by The Editors of Encyclopædia Britannica, Laura Etheredge, Neha Parwani and Emily Rodriguez
- Qubain, Fahim Issa (1979). Education and Science in the Arab World. Johns Hopkins University Press Reprints (Reprinted изд.). New York: Arno Press. стр. 62. ISBN 978-0-405-10622-4.
- Skovgaard-Petersen, Jakob (1997). Defining Islam for the Egyptian State: Muftis and Fatwas of the Dār al-Iftā. Volume 59 of Social, economic, and political studies of the Middle East and Asia. Leiden: Brill. стр. 186. ISBN 978-90-04-10947-6.

## Spoljašnje veze
- Mediji vezani za članak Univerzitet Al-Azhar na Vikimedijinoj ostavi
- Zvanični veb-sajt
- Al-Azhar Portal
- History and organization of Al-Azhar (English)
- New Grand Sheikh at Al-Azhar University: Fighting Extremism in A Suit and Tie